# Depósito de Ménilmontant
El depósito de Ménilmontant es una de las cinco principales cisternas de agua de la ciudad de París, construido en 1865 y que abastece de agua a toda la parte norte y noroeste de la capital.

## Historia

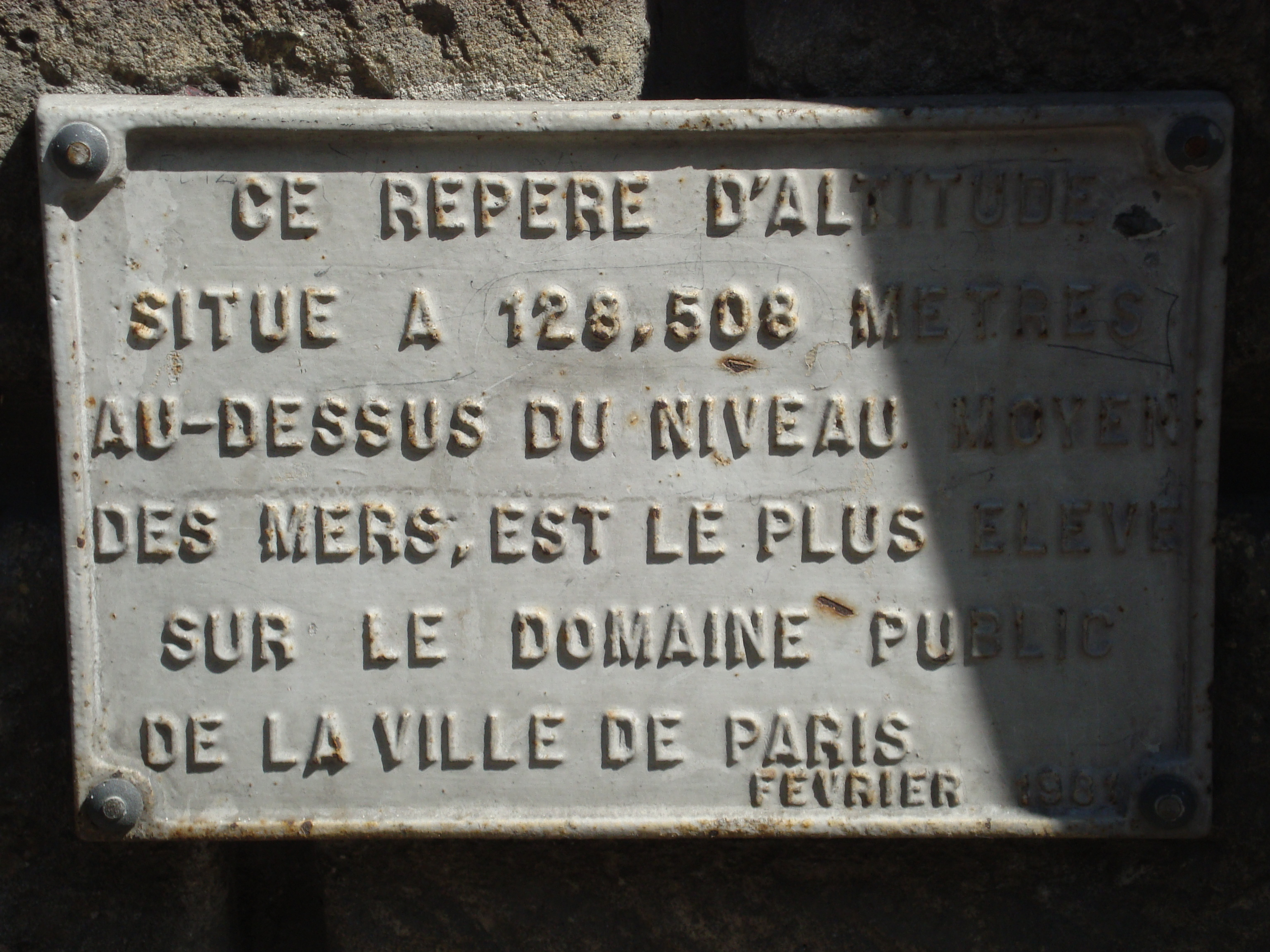
Placa que señala el punto más alto de la ciudad de París en Menilmontant

Primera reserva de agua construida en París en 1865 por el ingeniero Eugène Belgrand, sobre el punto más elevado de París en el distrito de Ménilmontant cerca del Telégrafo en el distrito 20 , el tanque de Menilmontant recoge y almacena agua del acueducto de la Dhuis al este de París. 
Tiene una capacidad de almacenaje de agua de 95000 metros cúbicos, que representan aproximadamente una sexta parte del consumo teórico cotidiano de los habitantes de París. En la práctica, abastece de agua al 15% de los parisinos. Es alimentado por una estación de bombeo en el Sena en Ivry y en el Marne en Joinville-le-Pont. Hoy es administrado por la Sociedad anónima de gestión de las aguas de Paris.

## Situación
El depósito de Ménilmontant limita con las calles  Haxo y Larcy al oeste, la calle Saint Fargeau al norte, bloques  de viviendas al este y la calle del Surmeli al sur .
 -  , Línea 3bis- Estación de Saint-Fargeau